# Elias Vaz
Elias Vaz de Andrade (Goiânia, 4 de julho de 1966) é um profissional técnico e político brasileiro formado em direito, filiado ao Partido Socialista Brasileiro (PSB). Foi vereador na Câmara Municipal de Goiânia por quatro mandatos. Em 2018, elegeu-se deputado federal por Goiás, com 74.877 votos, não conseguindo se reeleger em 2022.

## Biografia
Elias Vaz começou a militância política aos 16 anos no movimento estudantil. Participou do movimento para a implantação do transporte alternativo na capital goiana e contribuiu para a criação da Cooperativa de Transportes do Estado de Goiás (Cootego). Formou-se técnico em eletromecânica pela Escola Técnica Federal de Goiás em 1985 e em direito pela Universidade Salgado de Oliveira (UNIVERSO) em 2015.
Em 2007, foi relator do Plano Diretor de Goiânia e votou contra alterações propostas pela prefeitura em 2013, relativas ao sistema viário, ocupação de grandes áreas e drenagem urbana. É autor do projeto que acabou com o voto secreto na Câmara Municipal. Também foi o responsável pela criação da lei que disciplina o uso de outdoor e publicidade em muros, reduzindo a poluição visual em Goiânia. Apresentou a emenda que permitiu a instituição do Imposto Progressivo (ITU/IPTU) na capital e teve iniciativa determinante na luta pela redução da alíquota do ISTI (Imposto sobre Transmissão Intervivos) de 3,5% para 2% sobre o valor do imóvel.

## Carreira política
Em 2001, assumiu o primeiro mandato como vereador, com a maior votação da história da Câmara Municipal de Goiânia até hoje, 14 237 votos.
Elias Vaz já comandou as comissões da Criança e do Adolescente e de Legislação Participativa e também presidiu a Comissão de Constituição, Justiça e Redação da Câmara.
Em 2002, foi candidato a deputado estadual de Goiás pelo Partido Verde (PV), mas não se elegeu, obtendo apenas 7 661 votos, sendo 0,29% dos votos válidos. Já em 2006, candidatou-se a governador de Goiás pelo Partido Socialismo e Liberdade (PSOL), na chapa formada por PSOL, PCB e PSTU, e acabou ficando em quinto lugar, com 13 318 votos, o equivalente a 0,49% dos votos válidos.
Nas eleições de 2018, foi candidato a deputado federal e foi eleito com 74 877 votos, o equivalente a 2,47% do total. 
Nas eleições de 2022, tentou se reeleger, mas não conseguiu ser reeleito deputado federal pelo PSB.

## Denúncias no Legislativo
O vereador Elias Vaz teve atuação importante denunciando o superfaturamento no contrato de compra e fornecimento de merenda nas escolas públicas de Goiânia e na compra de brinquedos para a revitalização do Parque Mutirama, irregularidades no repasse da merenda escolar, supersalários da Comurg e denúncia na irregularidade na contratação de fotossensores pela prefeitura de Goiânia.

### Denúncia de merenda superfaturada em Goiânia
O vereador Elias Vaz denunciou que a Cooperativa Mista Agropecuária do Rio Doce (Cooparpa) estaria comprando produtos para revender à Prefeitura de Goiânia com sobrepreço de até 50%; prejuízo para o município poderia passar de R$1,3 milhão; o vereador passou a denúncia ao Ministério Público Federal, que já investiga denúncia feita no ano passado, documentos que indicariam a situação irregular envolvendo a cooperativa da região de Jataí; a suspeita é de que, apesar de vencer o processo para fornecer alimentos à prefeitura, a entidade esteja comprando os produtos de terceiros. “Ou seja, ela estaria atuando como um atravessador, burlando a lei e vendendo ao município a preços mais altos que os de mercado”, afirma Elias. Este caso se assemelha ao Merendão, esquema fraudulento atribuído a autoridades do governo de São Paulo.

### Denúncia sobre obra no Parque Mutirama em Goiânia
O vereador Elias Vaz denunciou o superfaturamento da obra no Parque Mutirama, em Goiânia, com brinquedos apresentando preço com diferença de até 1.600%. Além da montanha-russa que estava sob suspeita de superfaturamento, vários outros brinquedos comprados para o Parque Mutirama também podem ter apresentado preço acima da média de mercado.

### Denúncia de supersalários na Comurg em Goiânia
O vereador Elias Vaz apresentou em agosto de 2013 uma denúncia na Câmara Municipal de Goiânia que servidores da Companhia de Urbanização de Goiânia (Comurg) receberiam supersalários. Os valores, segundo consulta no Portal de Transparência da Prefeitura na internet, chegariam a R$ 31 mil. Segundo a denúncia, os funcionários seriam dirigentes sindicais dispensados de atividades de rotina para se dedicarem exclusivamente ao sindicato. Os rendimentos seriam incrementados com o recebimento de horas-extras.

### Denúncia de merenda que não chega às escolas em Goiânia
O vereador Elias Vaz apresentou em junho de 2015 uma denúncia no plenário da Câmara de Goiânia, sobre a diferença entre o volume de carne comprada para a merenda escolar no município de Goiânia e a quantidade entregue nas escolas e Centros Municipais de Educação Infantil (Cmeis). O vereador fundamentou sua denúncia a partir do cruzamento do relatório geral de entrada e saída de itens da merenda escolar com a soma total do relatório detalhado do fornecimento para cada unidade do município que recebe a merenda.

### Denuncia irregularidades na contratação de fotossensores em Goiânia
O vereador Elias Vaz apresentou ao Ministério Público do Estado de Goiás (MPGO) denúncia envolvendo contrato da Prefeitura de Goiânia com a Trana Construções Ltda. Segundo ele, documentos apontam fraude na emissão de multas e pagamentos indevidos à empresa, responsável pela fiscalização por fotossensores na capital desde 2010.

## Controvérsias
Em 2023, Luciane Barbosa Farias, mulher de Tio Patinhas, supostamente um dos líderes do Comando Vermelho no amazonas, foi na sede do Ministério da Justiça duas vezes, em março e maio do mesmo ano.
As reuniões de Luciane no Ministério da Justiça foram com os secretários de Políticas Penais, Rafael Velasco; de Assuntos Legislativos, Elias Vaz; e com a coordenadora do Pronasci (Programa Nacional de Segurança Pública com Cidadania), Tamires Sampaio.
O marido de Luciane, Clemilson, foi preso em 11 de dezembro de 2022, quando participava de um culto na igreja evangélica Assembleia de Deus, em Manaus. Na ocasião, um dos policiais presentes anunciou ao pastor o que foram fazer no local: "Estamos prendendo o maior traficante de Manaus". 